# Koudoumbo
Ne doit pas être confondu avec Koundouba.
Koudoumbo est une commune rurale située dans le département de Gourcy de la province du Zondoma dans la région Nord au Burkina Faso.

## Histoire
En 2019 un important litige foncier – pour l'accès à des terres cultivées et la construction d'infrastructure sanitaires – a opposé deux clans du village (les familles Zoromé et Sawadogo), tensions qui ont été réglées par les autorités coutumières du village et celles, administratives, de la province du Zondoma,,.

## Santé et éducation
Le centre de soins le plus proche de Koudoumbo est le centre médical avec antenne chirurgicale (CMA) de la province à Gourcy.
Koudoumbo possède deux écoles primaires publiques (A et B) de trois classes chacune.